# 阁罗凤
阁罗凤（712年—779年），一作觉乐凤和阁逻凤，皮罗阁长子，南诏第二代国王，748年至779年在位，谥神武王。

## 生平
738年，唐朝任命他为以右领军卫大将军，兼阳瓜州剌史。741年，加左领军卫大将军。743年，升任左金吾卫大将军、都知兵马大将军。744年，加上柱国。748年，袭封云南王。阁罗凤即位后，向东方发展势力，消灭爨人政权，完全控制今中国云南地区。他初臣服于中国唐朝，受其册封，与唐朝保持和好关系，并与其联兵同西方的吐蕃作战。
750年，由于不满唐朝云南太守张虔陀的横征暴敛和无礼行为，阁罗凤派遣大军将王毗双、罗时攻杀张虔陀。取姚州并夷州三十二，俘获巂州西泸令郑回。因郑回有才，用为清平官。
751年，唐朝权臣杨国忠令剑南节度使鲜于仲通发兵征讨，又在西洱河为其所败，唐兵死者六万人。
752年，阁罗凤投靠吐蕃，派遣弟阁陂和尚及子铎传等六十人向吐蕃献铠甲。向吐蕃献金冠、锦袍、金宝带、金帐等物，吐蕃赞普赤德祖赞赐予阁罗凤“赞普钟”的封号。“赞普钟”一词来源于藏语，意为“赞普之弟”（藏語：བཙན་པོ་གཅུང་།，威利转写：bTsan-Po gCung）。阁罗凤以自己为南国大诏，称东帝，在浪穹筑白崖睑城。改当年为赞普锺元年。赞普钟成为南诏的第一个年号，也是云南改元的开始。
754年，在江口时神川大败唐朝剑南留后李宓、广州节度使何履光所率十道兵，俘获李宓，攻取雟州、会同郡，据清溪关。令清平官郑回撰写德化碑文，以志其功。755年后，阁罗凤乘安史之乱的机会，侵占了唐朝的邛州、戎州，筑邛子城及丽水金宝城，向西降伏了尋傳、驃國。阁罗凤重视汉文化，让子孙以被俘的西泸县令郑回为师，并以郑回为清平官。
764年，羊苴咩城建成，命名大理城，又名紫城。在位期间，重视吸收汉族文化，命郑回教子弟以儒学，命子凤伽异开始筑拓东城（今云南昆明市）。769年，改元长寿。
779年，阁罗凤去世，其孙异牟寻即位。

## 年號
- 赞普钟：752年－768年
- 长寿：769年－779年